# Piotr Wiliński
Piotr Wiliński (ur. 12 lutego 1983) – polski koszykarz na pozycji  obrońcy w zespole Komfort Forbo Stargard (2000–2004).

## Życiorys
Piotr Wiliński urodził się 12 lutego 1983.
W roku 2000 w wieku 18 lat rozpoczął treningi w ekstraklasowym (PLK) zespole Komfort Forbo Stargard, gdzie w sezonie 2000/2001 zagrał w 2 spotkaniach. Kolejny sezon 2001/2002 grał dalej w stargardzkiej drużynie, gdzie rozegrał 12 meczów. W 2002/2003 zagrał w 11 spotkaniach w Komforcie Forbo Stargard. 6 kwietnia 2003 Piotr Wiliński był kapitanem zespołu juniorów starszych stargardzkiej Spójni, która w Stargardzie w mistrzostwach Polski w finale pokonała Śląsk Wrocław, Piotr Wiliński znalazł się w pierwszej piątce turnieju, a trenerem mistrzowskiej drużyny był Ireneusz Purwiniecki. W 2003/2004 uczestniczył w 11 meczach grając dalej w Stargardzie. 19 stycznia 2004 w przegranym meczu w Stargardzie ze Śląskiem Wrocław doznał urazu. Piotr Wiliński podczas swojej kariery sportowej w stargardzkim zespole rozegrał w PLK 36 meczów, zdobył 78 punktów.

## Osiągnięcia
Na podstawie, o ile nie zaznaczono inaczej.
Drużynowe
- V miejsce PLK (2001)
- Mistrz Polski juniorów starszych ze Spójnią Stargard (2003)

Indywidualne
- pierwsza piątka turnieju Mistrzostwa Polski juniorów starszych w koszykówce mężczyzn

## Historyczne składy Piotra Wilińskiego
Piotr Wiliński zadebiutował w stargardzkim ekstraklasowym zespole w roku 2000.

### Sezon 2002/2003 (rozgrywki w PLK)
W sezonie 2002/2003 grał w rozgrywkach w PLK w składzie:
| Nr | Poz. | Nar.              | Nazwisko i imię         | Data urodzenia | Wzrost | Masa ciała |
| -- | ---- | ----------------- | ----------------------- | -------------- | ------ | ---------- |
| ?  | C    | Polska            | Bigus, Rafał            | 1976-07-12     | 215 cm |            |
| 14 | S    | Polska            | Morkowski, Robert       | 1974-08-21     | 200 cm |            |
| 7  | O    | Polska            | Nizioł, Piotr           | 1969-01-15     | 190 cm |            |
| 9  | O    | Polska            | Wiliński, Piotr         | 1983-02-12     | 182 cm |            |
| ?  | O    | Polska            | Świętoński, Tomasz      | 1984-04-04     | 186 cm |            |
| ?  | S/C  | Polska            | Hrycaniuk, Adam         | 1984-03-15     | 206 cm |            |
| ?  | O/S  | Polska            | Mazur, Hubert           | 1984-06-10     | 189 cm |            |
| ?  | O    | Stany Zjednoczone | Piechucki, Kamil        | 1983-07-28     | 186 cm |            |
| 19 | S    | Polska            | Soczewski, Arkadiusz    | 1982-06-09     | 201 cm |            |
| ?  | S    | Polska            | Robak, Artur            | 1978-06-07     | 208 cm |            |
| 3  | O    | Stany Zjednoczone | Respert, Shawn          | 1972-02-06     | 190 cm |            |
| ?  | S    | Litwa             | Jarusevicius, Mindaugas | 1976-04-13     | 201 cm |            |
| ?  | S    | Polska            | Kamiński, Bartosz       | 1983-05-12     | 202 cm |            |
| ?  | O/S  | Polska            | Darnikowski, Jarosław   | 1971-07-03     | 198 cm |            |
| ?  | O    | Stany Zjednoczone | Braswell, Kevin         | 1979-01-23     | 188 cm |            |

Trener:  Jerzy Binkowski
 Asystenci: Mieczysław Major

### Sezon 2003/2004 (rozgrywki w PLK, spadek do I ligi)
Piotr Wiliński w sezonie 2003/2004 grał w zawodowej LBL rozgrywek w PLK w składzie:
| Nr | Poz. | Nar.              | Nazwisko i imię      | Data urodzenia | Wzrost | Masa ciała |
| -- | ---- | ----------------- | -------------------- | -------------- | ------ | ---------- |
| ?  | O    | Polska            | Baszak, Tomasz       | 1982-02-11     | 183 cm |            |
| ?  | O    | Stany Zjednoczone | Harrington, Greg     | 1979-09-18     | 188 cm |            |
| 14 | S    | Polska            | Morkowski, Robert    | 1974-08-21     | 200 cm |            |
| 7  | O    | Polska            | Nizioł, Piotr        | 1969-01-15     | 190 cm |            |
| 15 | C    | Litwa             | Stulga, Gintaras     | 1973-02-21     | 211 cm |            |
| 19 | S    | Polska            | Soczewski, Arkadiusz | 1982-06-09     | 201 cm |            |
| 9  | O    | Polska            | Wiliński, Piotr      | 1983-02-12     | 182 cm |            |
| ?  | S/C  | Polska            | Hrycaniuk, Adam      | 1984-03-15     | 206 cm |            |
| ?  | O    | Polska            | Leończyk, Paweł      | 1986-10-05     | 203 cm |            |
| ?  | O/S  | Polska            | Mazur, Hubert        | 1984-06-10     | 189 cm |            |
| ?  | O    | Stany Zjednoczone | Miller, Roland       | 1977-04-06     | 190 cm |            |
| ?  | O    | Polska            | Piechucki, Kamil     | 1983-07-28     | 186 cm |            |
| ?  | S    | Polska            | Sudowski, Maciej     | 1977-02-13     | 206 cm |            |
| ?  | O    | Polska            | Szagdaj, Wojciech    | 1985-08-28     | 187 cm |            |
| ?  | S    | Polska            | Kamiński, Bartosz    | 1983-05-12     | 202 cm |            |

Trener:  Mieczysław Major
 Asystenci: Grzegorz Śpiewak, Ryszard Janik